# Královecký Špičák
Královecký Špičák (niem. Königshaner Spitzberg, Spitzberg; 881 m n.p.m.) – szczyt w Czechach, w Sudetach Środkowych, w południowo-zachodniej części Gór Kruczych (czes. Vraní hory). Nazwy w obu językach nawiązują do śmiałego kształtu góry i jej położenia koło wsi Královec.

## Położenie
Wzniesienie położone jest na obszarze Czech, na południowy wschód od Przełęczy Lubawskiej, w środku pasma Vraní hory, które są czeską częścią Gór Kruczych.
Jest to najwyższe wzniesienie Gór Kruczych wznoszące się na wysokość 300–350 m ponad położone u zachodniego podnóża okoliczne miejscowości. Góra o kopulastym kształcie i stromych zboczach z wyraźnie zaznaczonym wierzchołkiem. Na szczycie maszt telekomunikacyjny.

## Budowa
Góra zbudowana jest głównie z porfirów, a jej podnóża z piaskowców i zlepieńcow. Skały te reprezenrują zachodnie skrzydło niecki śródsudeckiej. Na północ od wzniesienia, w dolinie potoku Dlouhá Voda znajduje się czynny kamieniołom porfiru.

## Roślinność
Wzniesienie w całości porośnięte jest lasem mieszanym regla dolnego z niewielką domieszką buka.

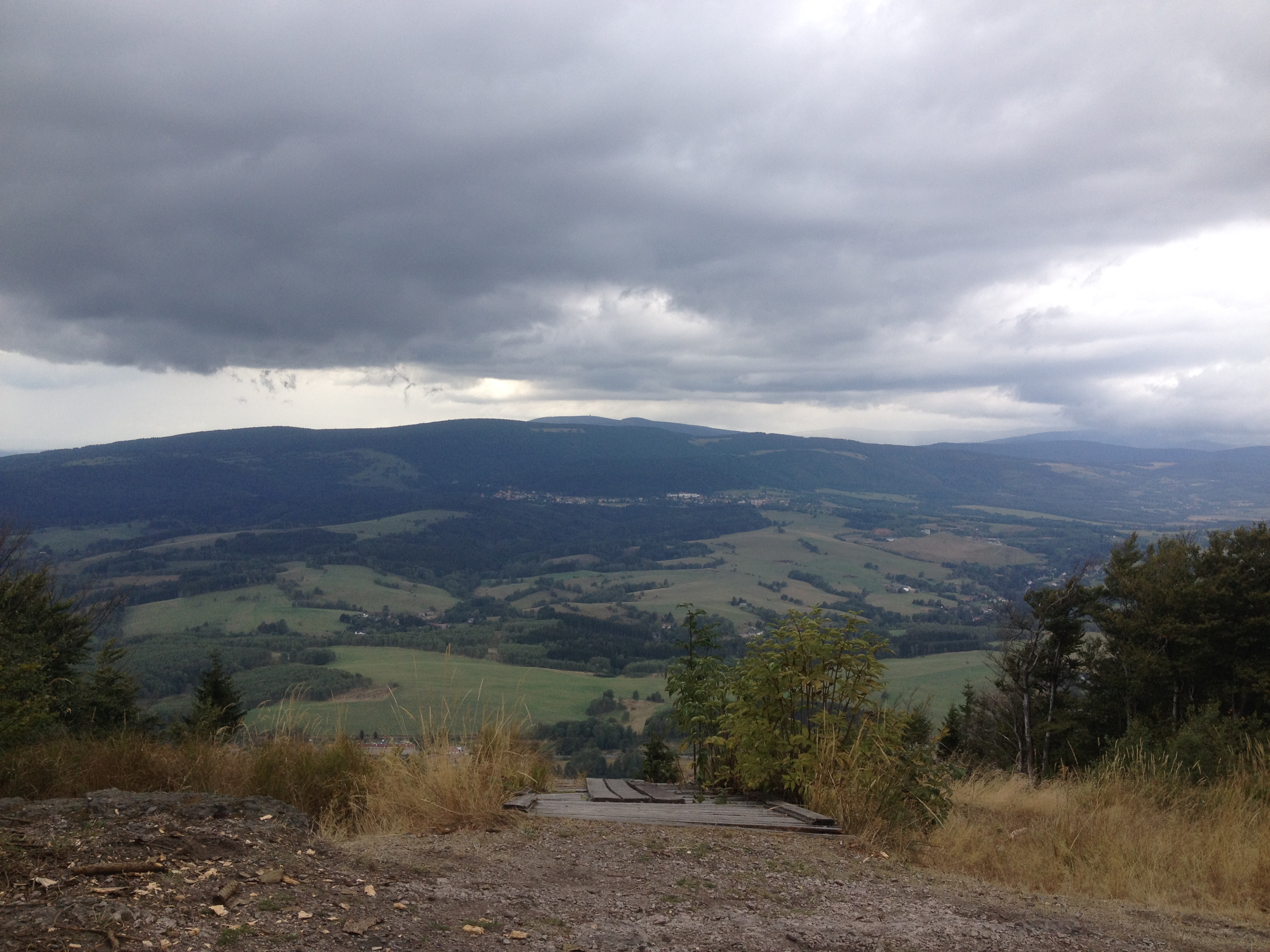
Panorama na Karkonosze i Wyżynę Broumovską.

## Turystyka
Na szczyt prowadzi szlak turystyczny:
- niebieski – prowadzący w czeską część Gór Kruczych i do Žacléřu, od którego odchodzi odgałęzienie, spiralnie prowadzące na szczyt.
- Szczyt stanowi punkt widokowy z panoramą obejmującą zwłaszcza zachodnią i północno-zachodnią część widnokręgu.

Widzimy stąd Bramę Lubawską z Královcem, okolice Žacléřa, dalej Rýchory, Lasocki Grzbiet, wyższe części Karkonoszy, Wyżynę Broumovską i okoliczne miejscowości.